# Église Saint-Pierre-et-Saint-Paul de Beaumont-sur-Dême
Pour les articles homonymes, voir Église Saint-Pierre-et-Saint-Paul.
L'église Saint-Pierre et Saint-Paul est une église située à Beaumont-sur-Dême, dans le département de la Sarthe (département).

## Historique
L'édifice est inscrit au titre des monuments historiques le 19 septembre 1950.